# Semën Il'ič Bogdanov
Semën Il'ič Bogdanov (in russo Семён Ильи́ч Богда́нов?; San Pietroburgo, 29 agosto 1894 – Mosca, 12 marzo 1960) è stato un generale sovietico, esperto di truppe corazzate e decorato per due volte con il titolo di Eroe dell'Unione Sovietica.

## Biografia
In seguito all'invasione tedesca dell'Unione Sovietica fu comandante della 5ª armata (1941-1942), del 6º corpo meccanizzato (1942-1943) e in seguito della 2ª Armata corazzata, in seguito ridenominata 2ª Armata corazzata della Guardia nel novembre del 1944.
Le unità sotto il suo comando furono impegnate nella Battaglia di Mosca, nella Battaglia di Korsun', nell'Offensiva Uman'-Botoșani, nell'Offensiva Lublino-Brest, nell'Operazione Vistola-Oder, nell'Offensiva della Pomerania orientale e nella Battaglia di Berlino. La sua 2ª armata corazzata della guardia fu la prima ad entrare a combattere a Berlino.